# Semeniv, Terebovlea
Semeniv (în ucraineană Семенів) este un sat în comuna Pidhaiciîkî din raionul Terebovlea, regiunea Ternopil, Ucraina.

## Demografie
Componența lingvistică a localității Semeniv
     Ucraineană (99,82%)
     Alte limbi (0,18%)
Conform recensământului din 2001, majoritatea populației localității Semeniv era vorbitoare de ucraineană (99,82%), existând în minoritate și vorbitori de alte limbi.